# فيردي (رسوم متحركة)
فيردي مسلسل رسوم متحركة تشيكي عرض لأول مره في 13 يناير 1987 واستمر حتى 13 يونيو 1987 . وتم دبلجة المسلسل للغه العربية .

## القصة
{{المسلسل يحكي قصة أحد الأعضاء البارزين في مملكة النمل "فيردي" حيث يساهم بشكل كبير في جعل حياة أصدقاءه الحشرات تسير بشكل أفضل و في سبيل ذلك يقوم بالعديد من المغامرات الشيقة. ويخوض مغامرات عديده مع أصدقائه في قصص تدعو إلى حب الخير والشجاعة والكرم وحب التعاون بالاضافة إلى انه يصنع الصداقات في البر والبحر ولكن الأجمل والأجمل هي الدروس التي يصنعها وينشرها ليستفيد منها الجميع. .
عالم النمل يعني النشاط والتعاون وتمثل كل هذا وأكثر بشخصية النملة فيردي.}}

## الشخصيات
فيردي بطل القصة
متهور. صديق فيردي

## روابط خارجية
- ferdy.tv نسخة محفوظة 20 يوليو 2001 على موقع واي باك مشين.
- فيردي على موقع IMDb (الإنجليزية)
- فيردي على موقع كينوبويسك (الروسية)
- فيردي على موقع قاعدة بيانات الفيلم (الإنجليزية)
- fernsehserien.de
- serienoldies.de
- Kinderbuchreihe Ameisenferdinand